# Звонить: Нортсайд 777
«Звонить: Нортсайд 777» (англ. Call Northside 777) — фильм нуар режиссёра Генри Хэтэуэея, вышедший на экраны в 1948 году.
В основу фильма положена реальная история 1945 года о чикагском репортёре, который доказал, что двое заключённых польского происхождения, проведших в тюрьме 11 лет за убийство офицера дорожной полиции, были осуждены ошибочно, после чего они были освобождены.
Наряду с такими картинами, как «Дом на 92-й улице» (1945) Хэтэуэя, «Бумеранг!» (1947) Элии Казана, «Сборщики налогов» (1947) Энтони Манна, «Улица без названия» (1948) Уильяма Кили и «Обнажённый город» (1948) Жюля Дассена, этот фильм относится к числу лучших нуаров 1940-х годов в полудокументальном субжанре.
Это первый голливудский фильм, снятый на натуре в Чикаго. Это также один из первых фильмов, в котором при расследовании были применены такие технические новшества, как допрос на детекторе лжи, фотоувеличение и передача фотоизображений по телеграфу.

## Сюжет
Действие фильма начинается в Чикаго в период действия «сухого закона». 9 декабря 1932 года офицера полиции Джона Банди убивают в тот момент, когда он заходит выпить в нелегально торгующую алкоголем забегаловку, которой управляет Ванда Скатник (Бетти Гард). Полиция допрашивает Фрэнка Вичека (Ричард Конте), на которого имеются некоторые малозначительные материалы, относительно его приятеля Томека Залески (Джордж Тайн), который утверждает, что был дома на момент совершения убийства. Томек скрывается, но через шесть месяцев сам приходит в полицию. Хотя он утверждает, что не виновен, его вместе с Фрэнком признают виновными в убийстве на основании свидетельских показаний Ванды, заявившей, что она узнала в них нападавших в масках. Их приговаривают к 99 годам заключения в тюрьме строгого режима Стейтсвилл в Чикаго.
Двенадцать лет спустя, 11 октября 1944 года редактор «Чикаго таймс» Брайан Келли (Ли Джей Кобб) натыкается на платное сообщение в разделе объявления, которое поместила Тилли Вичек, мать Фрэнка. Она предлагает вознаграждение в 5000 долларов тому, кто даст информацию об убийцах офицера Банди, и просит связываться с ней по номеру телефона «район Нортсайд 777». Келли посылает репортёра Джеймса МкНила (Джеймс Стюарт) расследовать это дело. Розыскав её, Джеймс с удивлением обнаруживает, что Тилли работает уборщицей. Она говорит, что в течение одиннадцати лет копила деньги на вознаграждение тому, кто поможет найти настоящего убийцу и оправдать её сына. Хотя Джеймс по-прежнему считает, что Фрэнк виновен в преступлении, тем не менее, он пишет сочувственную статью о Тилли. Статья вызывает интерес, и Келли просит Джеймса продолжить работу над темой, сделав интервью с самим Фрэнком. На основании слов Фрэнка, заявившего, что ему не давали встречаться с адвокатом во время допросов, и что Ванда не признала в нём убийцу во время первых двух допросов, Джеймс пишет статью, в который указывается на возможные коррупционные действия в рядах полиции и в политических кругах. Статья вызывает широкий резонанс, и Келли просит Джеймса взять интервью у бывшей жены Фрэнка Хелен (Джоэнн Де Берг), которая развелась с ним после того, как его посадили в тюрьму. Хелен рассказывает Джеймсу, что Фрэнк умолял её развестись с ним ради сына, который, по убеждению Фрэнка, не должен носить его имя, которое запятнано преступлением. После статьи о Хелен, Фрэнк просит Джеймса прийти вновь, и довольно раздраженно просит прекратить писать о его семье. Начальник тюрьмы сообщает Джеймсу, что другие заключённые считают, что Фрэнк и Томек не виновны в преступлении, за которое сидят. Джеймс беседует с Томеком и предлагает ему помочь добиться помилования, если тот сознается, кто был вместе с ним во время совершения убийства. Слова Томека убеждают Джеймса в том, что он не виновен, после этого Джеймс делает вывод, что Фрэенк и Томек не совершали преступления, за которое сидят. Джеймс говорит Фрэнку, что теперь выступит в газете в его защиту, и что будет продолжать расследование и дальше. После того, как Фрэнк проходит тестирование на детекторе лжи, Джеймс в своей очередной статье заявляет о невиновности Фрэнка. Полиция считает, что Джеймс выступает на стороне убийцы полицейского и пытается противодействовать его расследованию. Тем не менее, Джеймсу удаётся получить доступ к делу Фрэнка, которое было открыто 23 декабря 1932 года. Теперь Джеймсу нужно достать подтверждение даты ареста Фрэнка. Если он был произведён до открытия дела, это будет подтверждением слов Фрэнка, что Ванда видела его до момента опознания, и соответственно, что капитан полиции побудил её назвать Фрэнка в качестве одного из убийц. Джеймс выясняет, что этот капитан полиции умер в 1938 году. Тем не менее, Джеймс находит книгу задержаний, которая была удалена из архива, и фотографирует страницу, на которой указана дата ареста Фрэнка – 22 декабря 1932 года. После того, как в очередной статье Джеймса содержатся обвинения в политической коррупции, Келли вызывает его на совещание с участием издателя газеты К.Л. Палмера, помощника прокурора штата Сэма Фэксона и помощника губернатора Роберта Уинстона. Для рассмотрения выдвинутых Джеймсом обвинений Уинстон предлагает провести слушание в совете по помилованиям на следующей неделе. Если выяснится, что Фрэнк не виновен, он будет помилован, но если нет, газета должна будет прекратить заниматься этой историей. Палмер и Келли с молчаливого одобрения Джеймса, дают своё согласие. Уинстон однако предупреждает, что если Фрэнк проиграет, результаты этого рассмотрения могут негативно повлиять на его шансы быть помилованным через тридцать лет. Юрисконсульт газеты Мартин Бёрнс (Пол Харви) скептически относится к делу, полагая, что им не удастся собрать достаточно убедительные доказательства в пользу Фрэнка. Тогда Джеймс сообщает, что он нашёл фотографию, изображающую Ванду, входящую в полицейский участок одновременно с Фрэнком.  Он утверждает, что эта фотография является доказательством того, что Ванда солгала, заявив, что не видела Фрэнка до того, как официально опознала его. Бёрнс однако придерживается мнения, что Джеймсу придётся доказать, что фотография была сделана 22 декабря, и рекомендует ему дискредитировать  Ванду как свидетеля. Узнав, что Ванда погуливала с работником скотобазы, и думая, что она возможно по-прежнему занимается торговлей алкоголем, Джеймс обходит с её фотографией все бары в польском квартале у скотобазы, но это ему ничего не даёт. Тогда Джеймс пишет статью о своем расследовании, вставляя в неё собственную фотографию. За два дня до совета по помилованию, женщина в баре узнаёт Джеймса по газетной фотографии и продаёт ему адрес Ванды. Джеймс находит Ванду, но, несмотря на предложенное вознаграждение в 5000 долларов, она отказывается от сотрудничества с Джеймсом, видимо, опасаясь мести. Бёрнс говорит Джеймсу, что без изменённых свидетельских показаний Ванды Фрэнк потерпит неудачу на слушаниях. Бёрнс отправляется на совет по помилованию в столицу штата, город Спрингфилд, чтобы прекратить дело, чтобы его рассмотрение не навредило Фрэнку в дальнейшем. Келли посылает Джеймса сообщить Тилли эти новости лично. По дороге обратно в редакцию Джеймс читает в такси о новом процессе увеличения фотографий, который полиция использовала в деле о подделках. Он немедленно направляется в полицейскую фотолабораторию, где техник, который сочувствует делу благодаря статьям Джеймса, соглашается увеличить кусочек фотографии, на которой изображены Фрэнк и Ванда. Джеймс звонит Бёрнсу, прося его задержать слушания, а сам срочно вылетает в Спрингфилд. Келли тем временем должен переслать фотографию по телеграфной линии «Ассошиейтед пресс» в редакцию ближайшей газеты в Спрингфилде. Прибыв на место, Джеймс сообщает совету по помилованиям, что надеется, что увеличение покажет дату на газете в киоске, которая попала в кадр, и это будет 22 декабря 1932 года. Несмотря на возражения Фэксона, председатель даёт согласие выехать в редакцию газеты. На пришедшем по телеграфу фото видна дата 22 декабря, и это служит достаточным основанием для освобождения Фрэнка из тюрьмы. Джеймс напоминает Фрэнку, что не многие правительства в мире признали бы такую ошибку. На свободе Фрэнка приветствует сын, его мать и Хелен, которая знакомит его со своим нынешним мужем Рэйской, который обещает Фрэнку, что он может видеть сына в любое время. Удовлетворённый Фрэнк говорит, что на свободе мир хорош.

## В ролях
- Джеймс Стюарт — Джеймс Макнил
- Ричард Конте — Фрэнк Вичек
- Ли Джей Кобб — Брайан Келли
- Хелен Уокер — Лора Макнил
- Бетти Гард — Ванда Скатник
- Кася Орзазевски — Тилли Вичек
- Джоэнн Де Берг — Хелен Вичек
- Ховард Смит — К. Л. Палмер
- Джон Макинтайр — Сэм Фэксон
- Пол Харви — Мартин Бёрнс
- Джордж Тайн — Томек Залеска
- Морони Олсен — председатель совета по помилованию

### В титрах не указаны
- Сэмьюэл С. Хайндс — судья Чарльз Молтон
- Роберт Карнс — Пит
- Джонатан Хейл — Роберт Винстон, советник губернатора
- Леонард Киллер — специалист по полиграфу (настоящий изобретатель полиграфа)
- Э. Г. Маршалл — Рэйска
- Сай Кендалл — второй бармен

## Реакция критики
Журнал TimeOut написал: «Один из самых впечатляющих полудокументальных нуаровых триллеров студии „Фокс“, снятых на натуре (в данном случае, в Чикаго). Стюарт в роли крутого газетного репортёра начинает работу над газетным очерком о женщине, которая многолетним рабским трудом собирает деньги, с помощью которых надеется освободить из тюрьмы своего сына, и в итоге берётся доказать невиновность её сына в убийстве. Помимо в целом сильной актёрской игры и отличной монохромной операторской работы Джо МакДональда, более всего поражает в фильме постепенное развитие Стюарта от скептически настроенного охотника за сенсациями до искреннего борца за справедливость. Если добавить к этому нежелание полиции быть уличённой в ошибке при обвинении Конте (который якобы убил полицейского), получится увлекательный и умный детектив».
В 2005 году Onion AV Club Review написал, что этот фильм, возможно, и не настоящий нуар, но тем не менее, он хорош: «Отличная натурная съёмка и увлекательная игра Стюарта делают этот серьёзный фильм живым и увлекательным, даже несмотря на то, что герой и птичка в клетке, за которую он борется, слишком уж благородны для нуара».
С другой стороны, Колин Джексон в DVD Movie Guide в 2005 году написал: «К сожалению, фильм рисует совершенно однобокую картину, которая не оставляет нам никакой возможности увидеть вещи с иной стороны. От начала и до конца Фрэнк является безукоризненным героем. Он беззаветно хорош и чудесен, и все, кто близок ему — его мать, его жена — столь же одномерны. С другой стороны, мы видим грязную, потрёпанную Ванду Скатник, глубоко неприятный персонаж. Здесь нет никакой тонкости. Фильм выдаёт умеренно увлекательную историю, но манера, в которой режиссёр Генри Хэтэуэй её представляет, делает её скучной и легко предсказуемой. Он не вносит никакого новаторского духа в ход вещей, и в конце концов, нам становится безразлично то, что происходит. Это не детектив о том, „кто-это-сделал“, а скорее о том, „кто-это-не-делал“. Фильм вообще не задаётся вопросом, кто же совершил убийство, оставляя в этом вопросе какое-то пустое место. Нет, в эту тему и не было необходимости погружаться, но кажется странным, что мы вообще не получаем никакой информации об истинных преступниках. Кроме того, он оставляет бедного Томека в какой-то двойственной ситуации. Если он тоже не виновен, почему никто не проявляет беспокойства по его поводу? Также фетишистский взгляд фильма на технологию делает многие его моменты малоправдоподобными. Наверное, как отражение эпохи, „Нортсайд“ рассматривает технологию как лекарство от всех болезней. Когда Фрэнк проходит тестирование на детекторе лжи, мы должны принять это как идеальное доказательство его невиновности, фильм даже отдалённо не позволяет упомянуть о несовершенстве этого процесса. Не говоря об абсурдном использовании фотографических увеличений в конце фильма. Фильм выходит за пределы границ технологической реальности и рассказывает историю, которая становится просто смешной».

## Награды и номинации
В 1949 году фильм завоевал Премию Эдгар организации Детективные писатели Америки за лучший художественный фильм.
В 1949 году сценаристы фильма Джером Кэйди и Джей Дратлер были номинированы на две премии Гильдии писателей Америки — Премию Гильдии за лучший сценарий и Премию Роберта Мельтцера за сценарий, наиболее умело отражающий американскую жизнь.